# Copa FGF 2020
In 2020 werd de zestiende editie van de Copa FGF gespeeld voor voetbalclubs uit de Braziliaanse staat Rio Grande do Sul, de alternatieve naam voor de competitie dit jaar was Troféu Ibsen Pinheiro. De competitie werd georganiseerd door de FGF en werd gespeeld van 11 november tot 22 december. Door de coronacrisis in Brazilië werd er een afgeslanktere versie van de competitie gespeeld. 
Santa Cruz werd kampioen en mocht daardoor deelnemen aan de Copa do Brasil 2021 en de Recopa Gaúcha spelen tegen Grêmio, de staatskampioen van 2020.

## Eerste fase

### Groep A
| Plaats | Clu                  | Wed. | W | G | V | Saldo | Ptn. |
| ------ | -------------------- | ---- | - | - | - | ----- | ---- |
| 1.     | Inter de Santa Maria | 4    | 4 | 0 | 0 | 14:2  | 12   |
| 2.     | Passo Fundo          | 4    | 3 | 0 | 1 | 13:3  | 9    |
| 3.     | Santo Ângelo         | 4    | 2 | 0 | 2 | 6:7   | 6    |
| 4.     | Nova Prata           | 4    | 0 | 1 | 3 | 1:11  | 1    |
| 5.     | Marau                | 4    | 0 | 1 | 3 | 3:14  | 1    |

|  | Geplaatst voor tweede fase |

### Groep B
| Plaats | Clu            | Wed. | W | G | V | Saldo | Ptn. |
| ------ | -------------- | ---- | - | - | - | ----- | ---- |
| 1.     | São José       | 5    | 4 | 0 | 1 | 9:3   | 12   |
| 2.     | Santa Cruz     | 5    | 3 | 2 | 0 | 14:5  | 11   |
| 3.     | Novo Horizonte | 5    | 3 | 1 | 1 | 18:11 | 10   |
| 4.     | Bagé           | 4    | 1 | 1 | 2 | 14:3  | 4    |
| 5.     | União Harmonia | 4    | 1 | 0 | 3 | 10:10 | 3    |
| 6.     | Riopardense    | 5    | 0 | 0 | 5 | 4:37  | 0    |

## Tweede fase
In geval van gelijkspel gold eerst de uitdoelpunt regel, indien het dan nog gelijk stond werden strafschoppen genomen, tussen haakjes weergegeven.
|  | halve finale         | halve finale | halve finale | halve finale |  |            | finale | finale | finale | finale |
|  |                      |              |              |              |  |            |        |        |        |        |
|  |                      |              |              |              |  |            |        |        |        |        |
|  | Inter de Santa Maria | 1            | 0            | 1 (2)        |  |            |        |        |        |        |
|  | Santa Cruz           | 0            | 1            | 1 (3)        |  |            |        |        |        |        |
|  |                      |              |              |              |  | Santa Cruz | 3      | 1      | 4 (4)  |        |
|  |                      |              |              |              |  | São José   | 1      | 3      | 4 (3)  |        |
|  | São José             | 1            | 1            | 2            |  |            |        |        |        |        |
|  | Passo Fundo          | 0            | 1            | 1            |  |            |        |        |        |        |

## Kampioen
| Copa FGF de 2020               |
| ------------------------------ |
| SANTA CRUZ Kampioen (1° titel) |